# Wschodnia
Die Wschodnia [fsˈχɔtɲa] ist ein linker Zufluss der Czarna Staszowska, die ihrerseits kurz nach der Vereinigung in die Weichsel mündet, in Polen. Sie entspringt im Gebiet von Chmielnik im Hügelland von Szydłów, verläuft in ostsüdöstlicher Richtung und mündet bei Połaniec nach einem Lauf von 48,5 km in die Czarna Staszowska. Ihr Einzugsgebiet wird mit 630,3 km² angegeben, die Flussbreite mit bis zu 18 m, die Tiefe mit bis zu 2,50 m.